# Dunière (rivière de l'Ardèche)
Pour les articles homonymes, voir Dunière.
Ne doit pas être confondu avec Dunières (rivière).
La Dunière est une rivière du département français de l'Ardèche, en région Auvergne-Rhône-Alpes, affluent de l'Eyrieux, donc sous-affluent du Rhône.

## Géographie
Longue de 23,6 km, la Dunière prend sa source près du lieu-dit Serre Collange (861 m), à 820 m d'altitude, à l'ouest de Martel, sur la commune de Saint-Jean-Chambre. Le cours, situé dans toute sa longueur dans les Boutières, se dirige vers le sud-est dans des gorges sauvages et profondes pour rejoindre l'Eyrieux au niveau de Dunière-sur-Eyrieux, à 156 m d'altitude. En face de la confluence, mais toujours sur la commune de Dunière-sur-Eyrieux, Géoportail signale une source d'eau minérale.

### Communes et cantons traversés
Dans le seul département de l'Ardèche, la Dunière traverse les sept communes suivantes, dans trois cantons, de l'amont vers l'aval, de Saint-Jean-Chambre (source), Saint-Apollinaire-de-Rias, Silhac, Vernoux-en-Vivarais, Saint-Julien-le-Roux, Saint-Michel-de-Chabrillanoux à Dunière-sur-Eyrieux (confluence).
Soit en termes de cantons, la Dunière prend source dans le canton de Vernoux-en-Vivarais et le traverse, puis passe en limite du canton de La Voulte-sur-Rhône et conflue dans le canton de Privas. Elle reste une grande partie de son cours dans l'arrondissement de Tournon-sur-Rhône, mais ses derniers kilomètres sont dans l'arrondissement de Privas.

### Toponyme
La Dunière a donné son hydronyme à la commune de Dunière-sur-Eyrieux.

### Bassin versant
La Dunière traverse une seule zone hydrographique 'La Dunière' (V416) de 107 km2 de superficie. Ce bassin versant est constitué à 56,10 % de « forêts et milieux semi-naturels », à 43,60 % de « territoires agricoles », et à 0,72 % de « territoires artificialisés ».

### Organisme gestionnaire
L'organisme gestionnaire du bassin versant de l'Eyrieux et de ses affluents est le Syndicat Mixte Eyrieux Clair.

## Affluents
La Dunière a plusieurs affluents référencés :
- Ruisseau de Chalaye, son premier affluent sur la commune de Saint-Jean-Chambre ;
- Ruisseau du Belay (rd), 3,4 km sur les communes de Silhac et Chalencon avec un affluent :
  - Ruisseau de Courtebut (rg), 3,9 km sur les communes de Saint-Jean-Chambre et Silhac ;
- Le Sèrouant (rg), 6,7 km sur les communes de Lamastre, Saint-Apollinaire-de-Rias, Vernoux-en-Vivarais et Silhac ;
- Ruisseau de Rantoine (rg), 6,4 km sur les communes de Vernoux-en-Vivarais et Châteauneuf-de-Vernoux ;
- Ruisseau d'Arlindes (rd), 3,6 km sur les communes de Vernoux-en-Vivarais et Silhac ;
- Ruisseau de Charavau (rg), 1,1 km sur la commune de Vernoux-en-Vivarais ;
- L'Eve (rg), 5,8 km sur les communes de Vernoux-en-Vivarais et Saint-Julien-le-Roux avec trois affluents :
  - Ruisseau de Merland (rd), 2,8 km sur la commune de Vernoux-en-Vivarais avec un affluent :
    - Ruisseau de Marsannoux (rg), 1,8 km sur la commune de Vernoux-en-Vivarais ;

  - Ruisseau de Grosjeanne (rg), 4,6 km sur les communes de Vernoux-en-Vivarais, Boffres, Gilhac-et-Bruzac et Saint-Julien-le-Roux avec trois affluents :
    - Ruisseau de Parpaillon (rd), 1,6 km sur la commune de Boffres ;
    - Ruisseau de Vernatone (rg), 1,7 km sur les communes de Gilhac-et-Bruzac et Saint-Julien-le-Roux ;
    - Ruisseau du Gratol (rd), 1,8 km sur la commune de Vernoux-en-Vivarais ;

  - Ruisseau du Pourret (rg), 2,8 km sur la commune de Saint-Julien-le-Roux ;
- Ruisseau de Doulet (rd), 7,7 km sur les communes de Saint-Michel-de-Chabrillanoux, Dunière-sur-Eyrieux, Saint-Maurice-en-Chalencon, Silhac avec un affluent :
  - non nommé (rd), 2,6 km sur les communes de Saint-Michel-de-Chabrillanoux et Saint-Maurice-en-Chalencon avec un affluent :
    - la Rioulara (rd), 0,4 km sur la commune de Saint-Michel-de-Chabrillanoux.

Son rang de Strahler est donc de quatre.

## ZNIEFF de l'Eyrieux

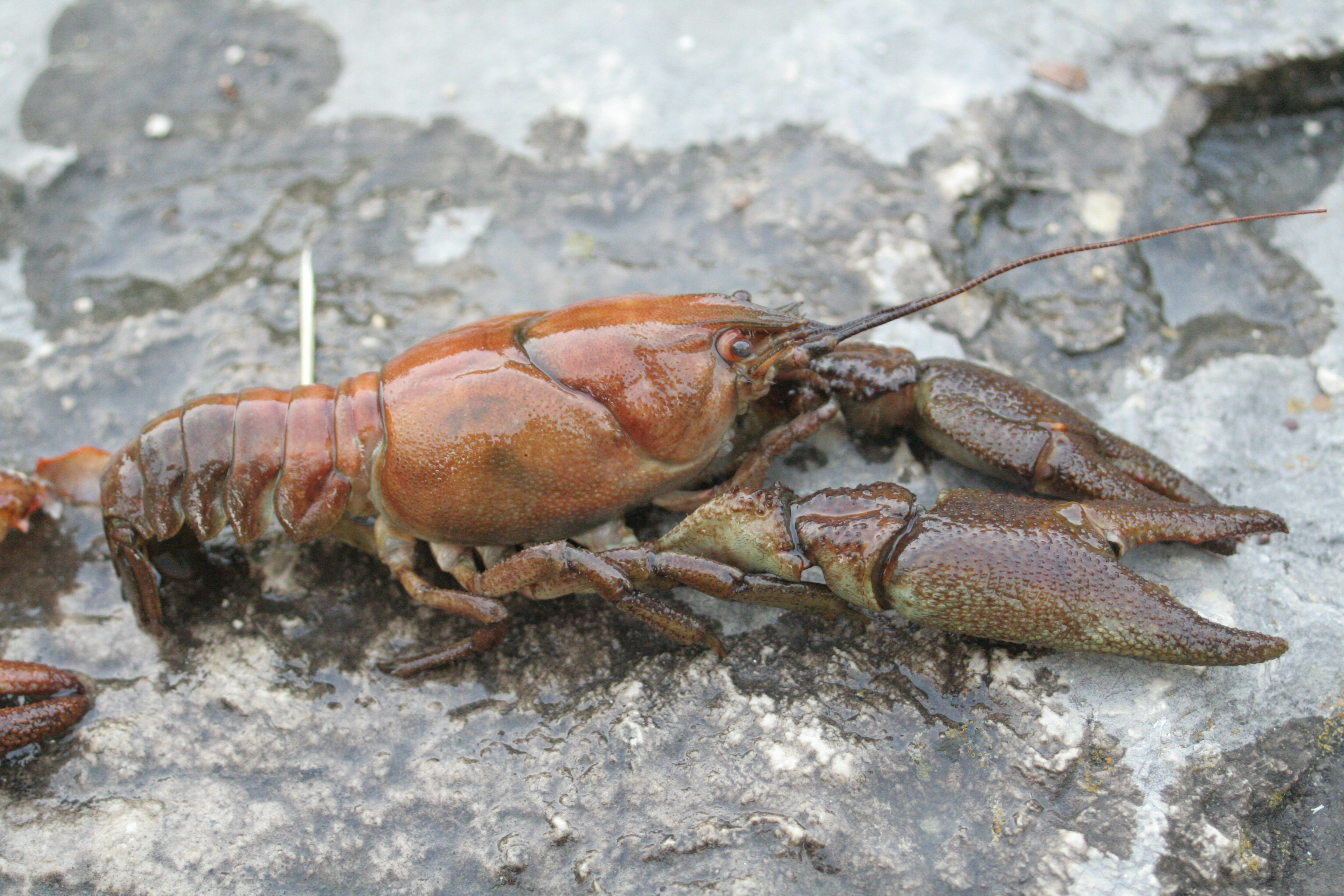
Une écrevisse à pattes blanches.

Six des sept communes du bassin versant de la Dunière sont dans le périmètre la ZNIEFF de type II Bassin de l'Eyrieux, de 32 672 hectares sur quarante-trois communes.

## Tourisme
- Les Boutières.